# Picture-in-Picture

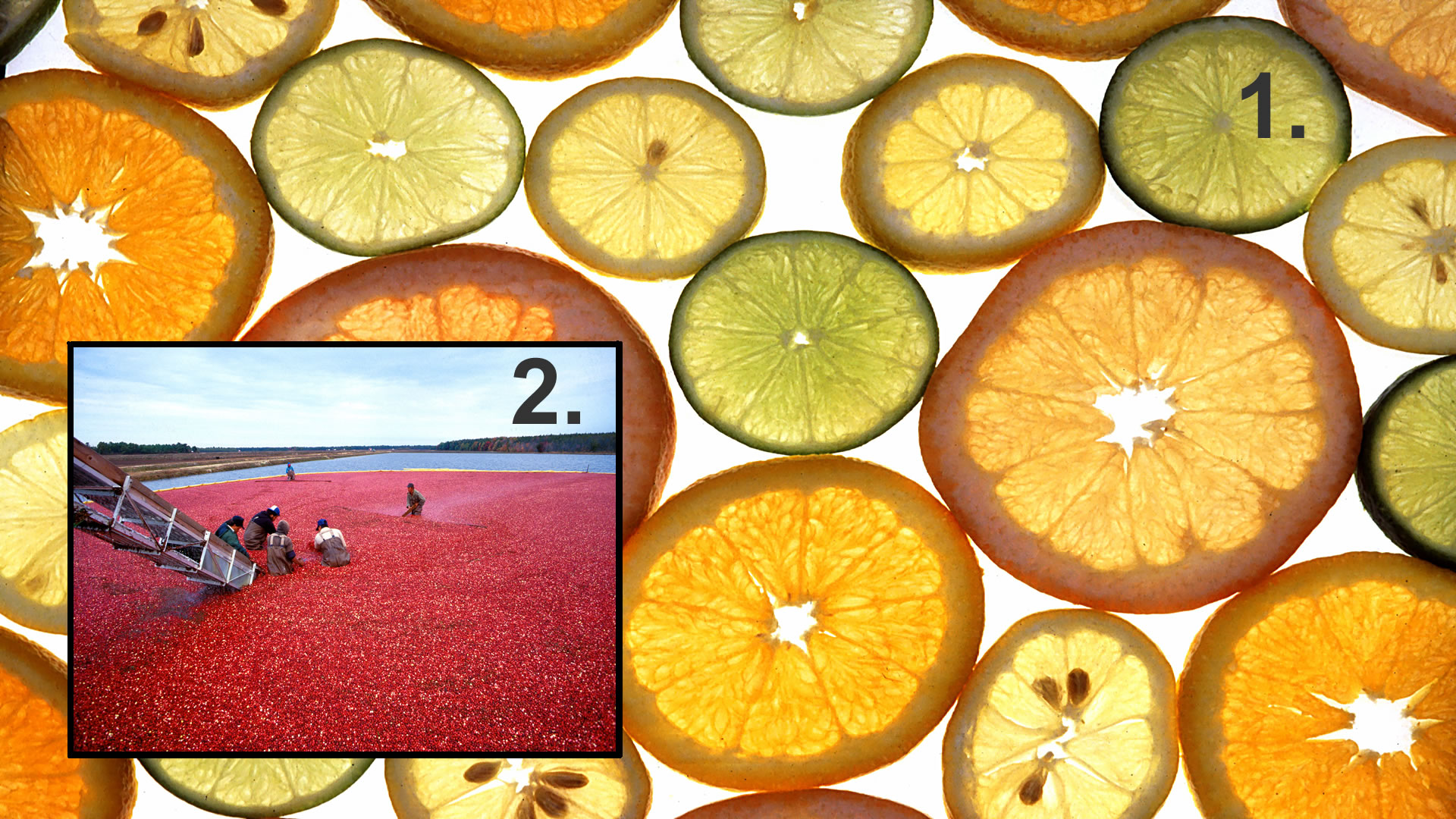
Ejemplo de PIP: dos imágenes que se transmiten simultáneamente

Picture in Picture (PiP) es una característica de algunos televisores o dispositivos similares. Un canal de televisión es mostrado a pantalla completa mientras que otro es mostrado en una ventana menor. El sonido escuchado generalmente corresponde al programa principal.
Para poder ver dos programas diferentes de TV, el televisor debe contar con dos sintonizadores. Si cuenta con un solo sintonizador se podrá alternar entre un programa de TV y otro contenido proveniente de otra fuente, como por ejemplo: un DVD, Blu-Ray, cámara de seguridad, etc.